# Burg Wunnenhagen
Die Burg Wunnenhagen ist eine abgegangene hochmittelalterliche Niederungsburg östlich des Ortsteils Hagen-Grinden der Gemeinde Langwedel im Landkreis Verden in Niedersachsen. Die Burg lag auf der Westseite eines Altarms der Aller, die heute mehrere Kilometer südöstlich in die Weser mündet.

## Geschichte
Zu dieser Burg ist keine gesicherte historische Überlieferung bekannt. Sie wird in der Forschung mit dem Sitz der Familie von Hagen identifiziert. Dieses Ministerialengeschlecht ist seit der Mitte des 12. Jahrhunderts im Erzstift Bremen urkundlich belegt und starb um 1500 aus. 1315 besiegelten drei Brüder dieser Familie auf ihrem Sitz Wunnenhagen eine Urkunde. Möglicherweise ist er identisch mit der Burg Wimmehagen, die 1305 zu den von der Stadt Bremen zerstörten Burgen gehörte, als diese einen Kriegszug gegen aufsässige Stiftsministerialen unternahm.

## Beschreibung
Die Burg zeichnet sich heute als 20 × 30 m großes Plateau ab, das sich max. 1,50 m über das ebene Gelände erhebt. In den beiden Südecken des Plateaus zeugen Erhebungen vermutlich von Gebäuderesten im Boden. Die Anlage war durch zwei Gräben und zwei Wälle gesichert. Ob hinter dem äußeren Wall noch ein dritter Graben verlief, ist unbekannt. Die Gräben weisen heute noch eine Tiefe von 0,80 m, die Wälle noch eine Höhe bis 1,30 m und der innere Wall eine Breite von 5–8 m auf.  Der äußere Wall ist durch Beackerung verschliffen und im Südwesten  durch einen modernen Graben durchbrochen. Im Südosten des inneren Walls befindet sich eine Senke, welche den alten Zugang markieren könnte. Die Gräben und Wälle sind nur im Süden, Westen und Osten vorhanden, im Norden sind sie wahrscheinlich der alten Aller zum Opfer gefallen und weggespült worden.
Während des Kanalbaus 1937/38 wurden im Flussbett der alten Aller westlich der Burg Pfostenkonstruktionen und Pfostenreihen beobachtet, die als Reste einer Brücke oder einer Flusssperre gedeutet werden.